# Rodrigo Ruiz Zárate
Rodrigo Ruiz Zárate (* 14 de abril de 1921 en Guadalajara, Jalisco - † 5 de mayo de 1999 en Guadalajara, Jalisco) fue un futbolista mexicano. Durante la Copa Mundial de Fútbol de 1950 jugó únicamente contra Brasil, partido que terminó con marcador de 0–4. Vistió la camiseta del Atlas Fútbol Club, Selección Jalisco, Club de Fútbol Asturias, Club Deportivo Guadalajara.

## Clubes
| Club        | País   | Año       |
| ----------- | ------ | --------- |
| Atlas       | México | 1938-1944 |
| Asturias    | México | 1944-1946 |
| Guadalajara | México | 1946-1951 |
| Oro         | México | 1951-1952 |
| Toluca      | México | 1952-1954 |

## Participaciones en Copas del Mundo
| Mundial                        | Sede   | Resultado    |
| ------------------------------ | ------ | ------------ |
| Copa Mundial de Fútbol de 1950 | Brasil | Primera Fase |